# Char Burjak (distrikt)
Char Burjak (persiska: چاربرجک), eller Chahar Burjak (چهاربرجک), är ett distrikt i Afghanistan. Det ligger i provinsen Nimruz, i den sydvästra delen av landet, 800 kilometer sydväst om huvudstaden Kabul. Administrativ huvudort är Char Burjak.
Distriktet beräknades år 2022 ha cirka 31 000 invånare.